# Supercampo
Il teorico francese dell'audiovisione Michel Chion ha riassunto le nuove potenzialità spaziali del suono cinematografico nel concetto di supercampo.
Il supercampo è una sorta di campo audiovisivo: il suono-ambiente, unito alle parole e alle musica permette di fare a meno della classica inquadratura d'insieme, sostituita dal carattere unificante del paesaggio sonoro.